# Кшинин, Игорь Иванович
Игорь Иванович Кшинин (13 июля 1972, Волгоград) — российский боксёр полутяжёлой и первой тяжёлой весовых категорий, успешно выступал за сборную в 1990-е годы. Чемпион Европы, четырёхкратный чемпион России, двукратный обладатель Кубка России, бронзовый призёр Игр доброй воли, участник летних Олимпийских игр в Атланте, заслуженный мастер спорта. В настоящее время возглавляет Федерацию бокса Волгоградской области.

## Биография
Игорь Кшинин родился 13 июля 1972 года в Волгограде. Активно заниматься боксом начал уже в шестом классе школы, затем продолжил подготовку в секции бокса профессионально-технического училища у тренеров Александра Черноиванова и Вячеслава Иноземцева.
В 1990 году в Иркутске получил серебро на первенстве СССР среди юниоров, с этого момента стал попадать в молодёжную и взрослую сборные страны. Первого серьёзного успеха на ринге добился в 1993 году, когда в полутяжёлом весе выиграл сначала чемпионат России в Челябинске, а потом чемпионат Европы в Бурсе, победив таких известных боксёров как Синан Самилшам и Ростислав Зауличный — выполнил тем самым норматив мастера спорта международного класса. В 1994 году съездил на Игры доброй воли в Санкт-Петербург, однако выступить на этих соревнованиях не смог по причине болезни, перенёс операцию по удалению аппендицита.
В 1995 году Кшинин перешёл в первый тяжёлый вес и во второй раз выиграл национальное первенство. Участвовал в состязаниях чемпионата мира в Берлине, проиграл в 1/16 финала знаменитому украинцу Владимиру Кличко. Позже благодаря череде удачных выступлений удостоился права защищать честь страны на летних Олимпийских играх 1996 года в Атланте. Планировал побороться за олимпийские медали, но уже во втором своём матче на турнире потерпел поражение от немца албанского происхождения Луана Красничи. В 1997 году в третий раз выиграл чемпионат России, попал на мировое первенство в Будапешт, где на стадии 1/8 финала не смог пройти легендарного кубинца Феликса Савона. На чемпионате страны 1998 года вновь был первым, съездил на Игры доброй воли в Нью-Йорк и привёз оттуда бронзовую медаль.
В финале чемпионата России 1999 года проиграл Султану Ибрагимову и с тех пор перестал попадать в основной состав сборной. Последний раз выходил на ринг в рамках крупного турнира в 2000 году, выиграл Кубок России на соревнованиях в Перми, после чего принял решение завершить карьеру боксёра. За выдающиеся достижения на ринге удостоен почётного звания «Заслуженный мастер спорта России». Ныне занимает должность президента Федерации бокса Волгоградской области. Является военнослужащим в звании майора, выпускник кафедры теории и методики бокса и тяжёлой атлетики Волгоградской государственной академии физической культуры. Женат третьим браком, есть четверо детей.